# Nikolai Anatoljewitsch Kowaljow

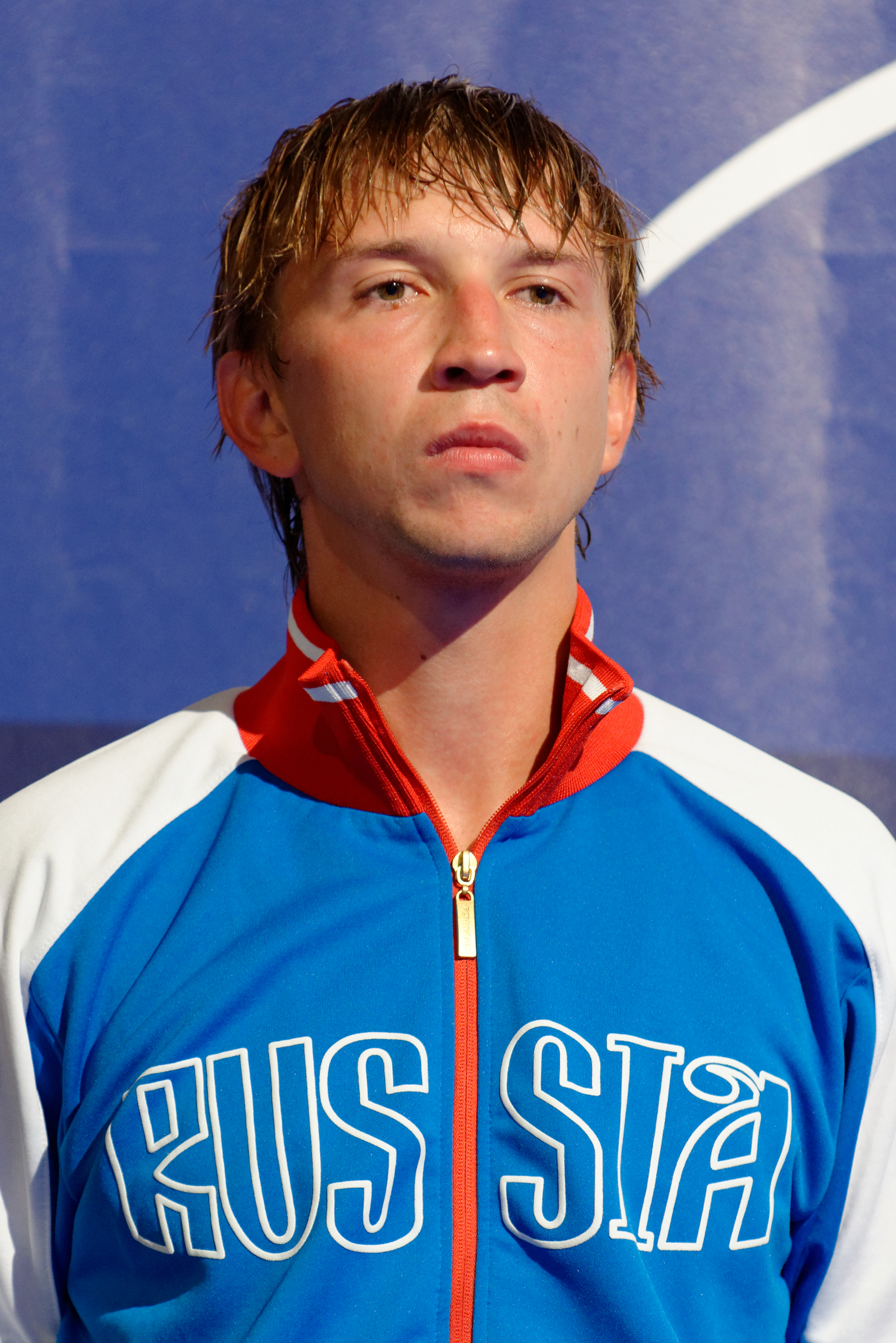
Bei den Fechtweltmeisterschaften 2013

Nikolai Anatoljewitsch Kowaljow (russisch Николай Анатольевич Ковалёв; * 28. Oktober 1986 in Orenburg) ist ein russischer Säbelfechter.

## Erfolge
Kowaljow gewann 2006 sowohl bei den Europameisterschaften  in Izmir als auch
bei den Weltmeisterschaften in Turin Bronze mit der Mannschaft,
2007 wurde er in Gent Mannschaftseuropameister.
Bei den Olympischen Spielen 2008 in Peking belegte Kowaljow mit der Säbel-Mannschaft den vierten Platz und im Einzel den 26. Platz.
Bei den Weltmeisterschaften 2010 in Paris,
den Weltmeisterschaften 2011 in Catania
und den Europameisterschaften 2012 in Legnano gewann er jeweils Gold mit der Mannschaft,
2011 bei den Europameisterschaften in Sheffield wurde es Bronze mit der Mannschaft.
Bei den Olympischen Spielen 2012 in London verlor er im Halbfinale gegen den späteren Olympiasieger Áron Szilágyi 7:15, gewann jedoch das Gefecht um Bronze gegen Rareș Dumitrescu 15:10. Mit der Mannschaft wurde es der vierte Platz.
2013 gewann Kowaljow bei der Europameisterschaft in Zagreb Bronze nach der Niederlage im Halbfinale gegen den späteren Europameister Tiberiu Dolniceanu und bei den Weltmeisterschaften in Budapest Silber hinter seinem Landsmann Weniamin Reschetnikow.
2014 wurde er in Kasan Einzelweltmeister.